# Holyrood (Kansas)
Holyrood – miasto położone w Hrabstwie Ellsworth.